# بلایت (عروسک)
بلایت (به انگلیسی: Blythe) نوعی عروسک مد می‌باشد که حدود ۲۸ سانتی متر (۱۱ اینچ) قد دارد و از سر بزرگ با چشمانی درشت برخوردار است که با کشیدن ریسمان تغییر رنگ می‌دهد و در سال ۱۹۷۲ خلق و ایجاد شد که در ابتدا تنها به‌مدت یک سال توسط شرکت اسباب‌بازی کنر (که بعدها توسط هاسبرو خریده شد) فروخته می‌شد و مدت‌ها بعد شرکت اسباب‌بازی ژاپنی تاکارا در سال ۲۰۰۱ شروع به تهیه و تولید نسخه‌های جدیدی از عروسک‌های بلایت کرد.